# Enric I de Tirol
Enric I de Tirol (+ 14 de juny de 1190) fou comte de Tirol, fill de Bertold I de Tirol i d'Agnès d'Ortenburg, i germà i successor (1180/1181) de Bertold II de Tirol, amb el que potser va estar associat durant el seu govern. Mort el seu germà va governar sol i fou també vogt del bisbat de Trent (càrrec que abans tenia sol el seu germà). Va morir el XVIII de les calendes de juliol (14 de juny de 1190) segons la necrològica de Wilten.
Es va casar en primeres noces amb Agnès de Wangen, filla d'Alberó de Wangen i de Burgeis; quan va enviudar Agnès es va casar en segones noces amb Meinard III d'Abensberg, comte de Rottenegg (+1237). Enric i Agnès van tenir quatre fills:
- Albert IV de Tirol (+ 22 de juliol de 1253), successor del seu pare
- Una filla de nom desconegut, casada amb el comte Meinard II de Gorízia o Görz (que abans ja havia estat casat dues vegades)
- Agnès, casada amb el comte Enric II d'Eschenlohe (+ 1272) fill de Bertold II d'Echenlohe i d'Heilwiga de Leuchtenberg
- Matilde, casada amb el comte Bertold III d'Eschenlohe (+ 1260) fill de Bertold II d'Echenlohe i d'Heilwiga de Leuchtenberg